# Bahnhof Reinhardsbrunn-Friedrichroda
Der Haltepunkt Reinhardsbrunn-Friedrichroda ist ein Haltepunkt an der 1870 erbauten Bahnstrecke Fröttstädt–Georgenthal in Thüringen. Das zurzeit leerstehende Empfangsgebäude steht unter Denkmalschutz. Der Bahnsteig ist 226 Meter lang und 26 Zentimeter hoch.

## Geschichte
Das Empfangsgebäude wurde 1895 geplant und 1897 eröffnet. Die im englischen Landhausstil mit einer freien Komposition unterschiedlich hoher Baukörper, großen Walmdächern, Bay-Windows und Elementen des Thüringer Fachwerkbaus erbaute Anlage ist offenbar eine Reverenz an den damals regierenden und in England geborenen Herzog Alfred von Sachsen-Coburg und Gotha, den zweiten Sohn von Königin Victoria. Für ihn und seine Familie war hinter dem Bahnhof ein eigener Fürstenpavillon eingerichtet, in dem sich der Herzog und sein Gefolge standesgemäß aufhalten konnten. In den 1920er Jahren wurde dem Bahnhof eine hölzerne Bahnsteigüberdachung hinzugefügt und das Fachwerk in der Dachzone zum Teil mit Brettern verschalt.
In den Karten der Reichsbahndirektion wird die Station bis 1967 als Bahnhof IV.-Klasse geführt. Ab diesem Zeitpunkt nur noch als besetzter Haltepunkt. Spätestens ab den 1980er Jahren war das Überholgleis abgebaut.
1929 wurde die Thüringerwaldbahn von Gotha nach Tabarz fertiggestellt. Sie erhielt eine Haltestelle auf dem Bahnhofsvorplatz, so dass von ihr aus bequem umgestiegen werden konnte. In den 1930er Jahren erfreute sich die Thüringerwaldbahn so großer Beliebtheit, dass bis zu 22 Fahrten täglich durchgeführt wurden.
Nach der Wende gab die Deutsche Bahn AG den Schalterbetrieb auf und sorgte nicht für eine Vermietung, sondern ließ das Gebäude leer stehen und verfallen. Ein Kaufinteresse der Stadt Friedrichroda scheiterte an zu hohen Preisvorstellungen der Bahn. Daher wurde zunächst lediglich der Bahnhofsvorplatz von der Stadt erworben. Am 3. Juni 2015 hat die Stadt Friedrichroda den Bahnhof von der Bahn-AG für 2.500 € ersteigert, um ihn zu erhalten und einer passenden Nutzung zuzuführen. Im September 2017 ließ sie nicht erhaltenswerte Anbauten und Nebengebäude abreißen. 2021 wurde mit einer teilweisen denkmalpflegerischen Sanierung des Bahnhofsgebäudes begonnen.

## Verkehrsanbindung
| Linie               | Linienverlauf                                                                            | Takt (min) | EVU                |
| ------------------- | ---------------------------------------------------------------------------------------- | ---------- | ------------------ |
| RB 48               | Fröttstädt – Waltershausen – Friedrichroda                                               | 60         | Süd-Thüringen-Bahn |
|                     |                                                                                          |            |                    |
| Linie 4             | Tabarz – Reinhardsbrunn-Friedrichroda – Waltershausen Gleisdreieck – Boxberg – Gotha Hbf | 30         | Thüringerwaldbahn  |
| Stand: 1. Juli 2024 |                                                                                          |            |                    |

## Galerie

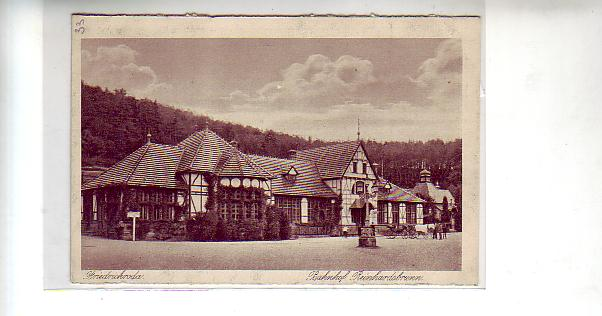
Der Bahnhof um 1910
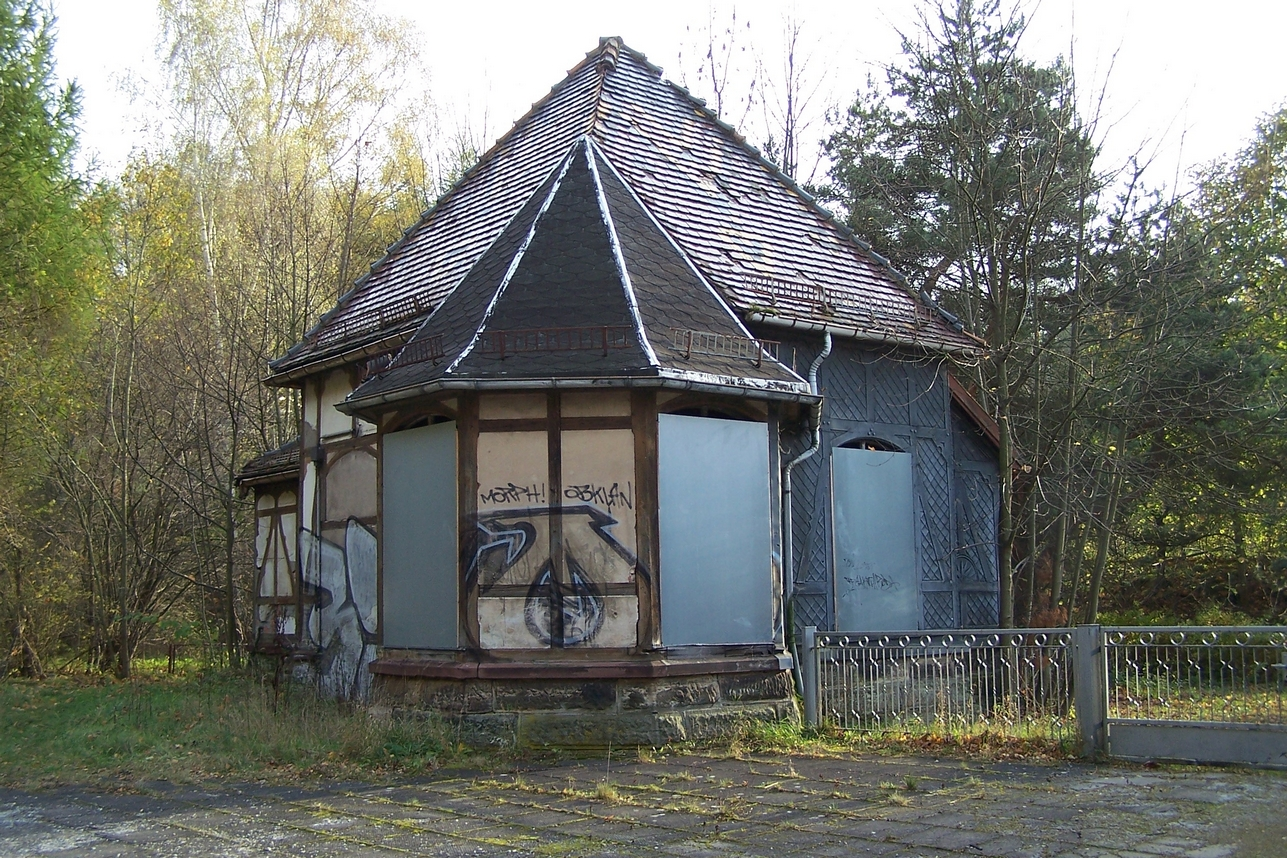
Ruine des Fürstenpavillons (2013)
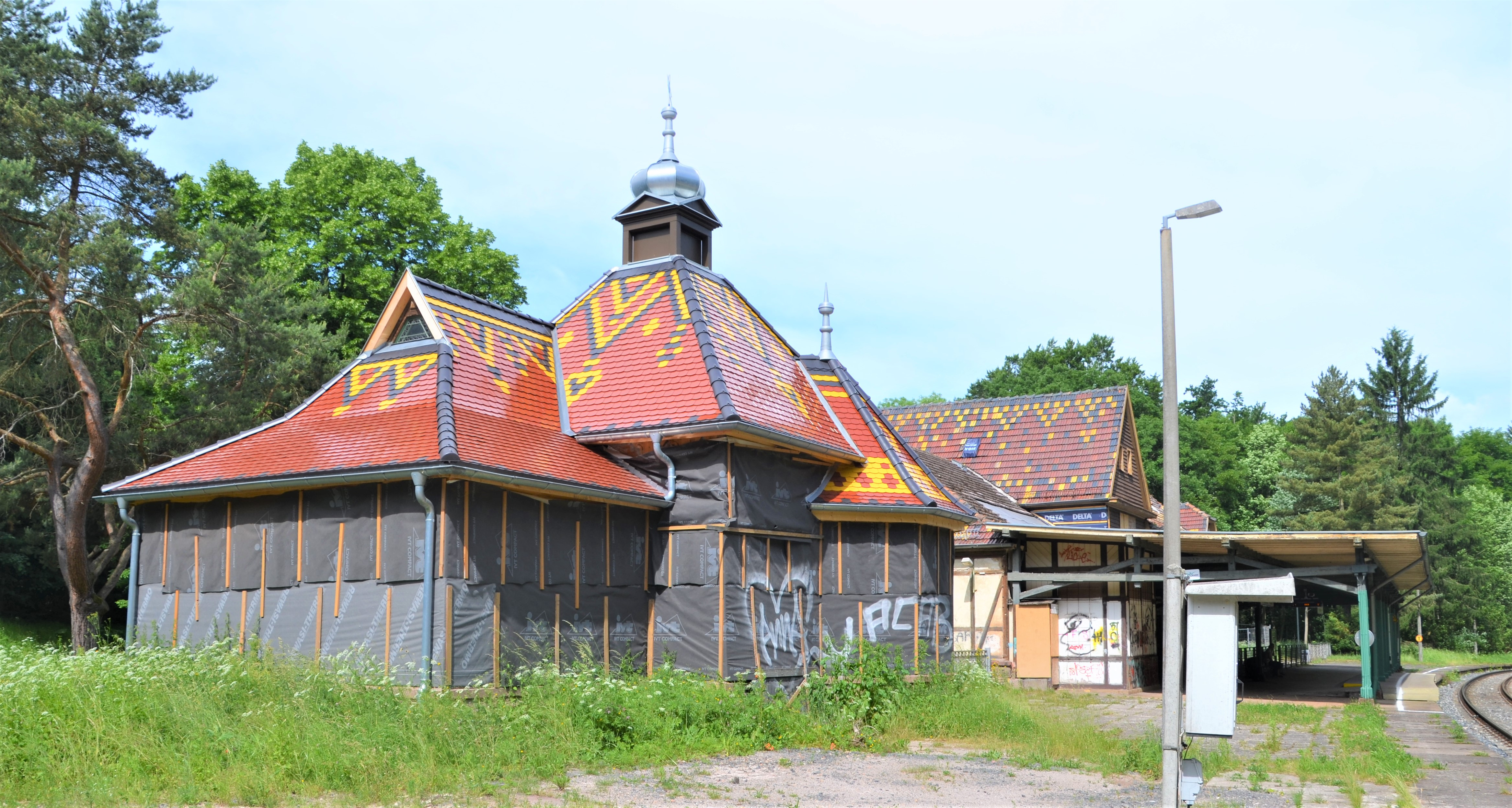
Fürstenpavillon (2021)
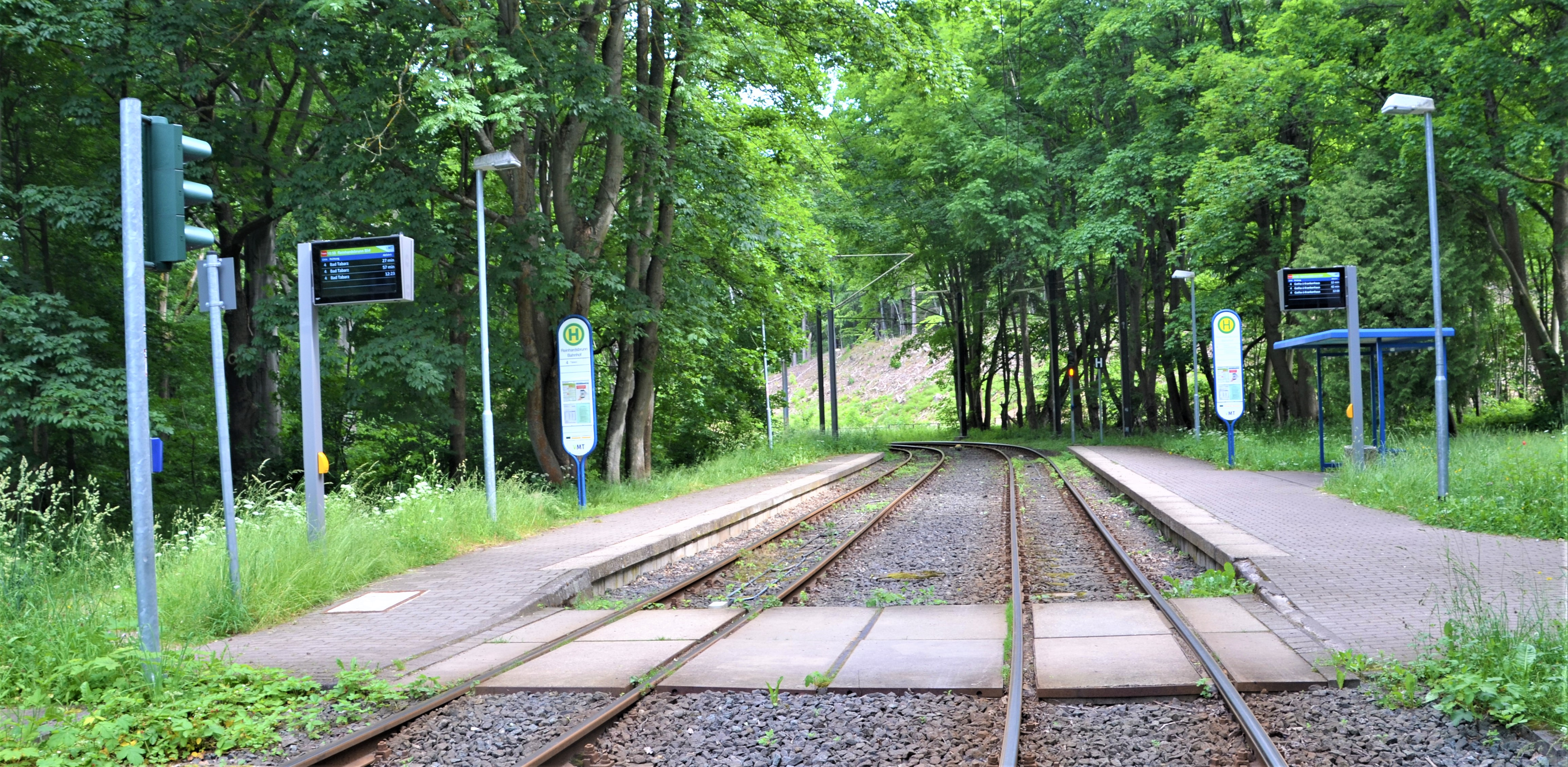
Bahnsteige der Thüringerwaldbahn auf dem Bahnhofsvorplatz 2021
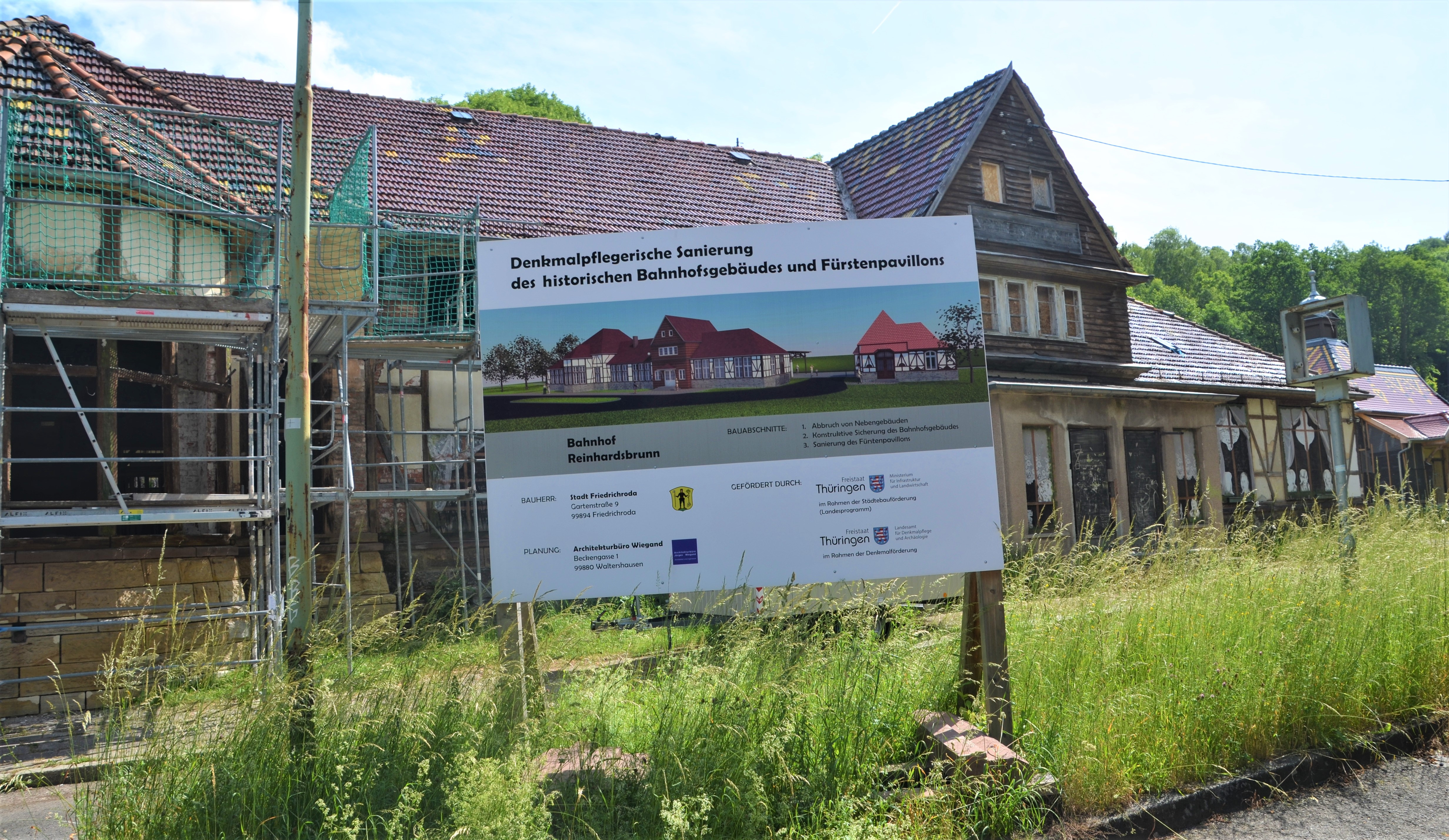
Denkmalpflege-rische Sanierung in den 2020er-Jahren